# Dryadaula irinae
Dryadaula irinae is een vlinder uit de familie echte motten (Tineidae). De wetenschappelijke naam is voor het eerst geldig gepubliceerd in 1989 door Savenkov.
De soort komt voor in Europa.